# Simulacro de terremoto
Un simulacro de terremoto es una situación ficticia creada para fines de aprendizaje de medidas de prevención y de protección civil en situaciones de desastre durante los sismos.

## En Chile

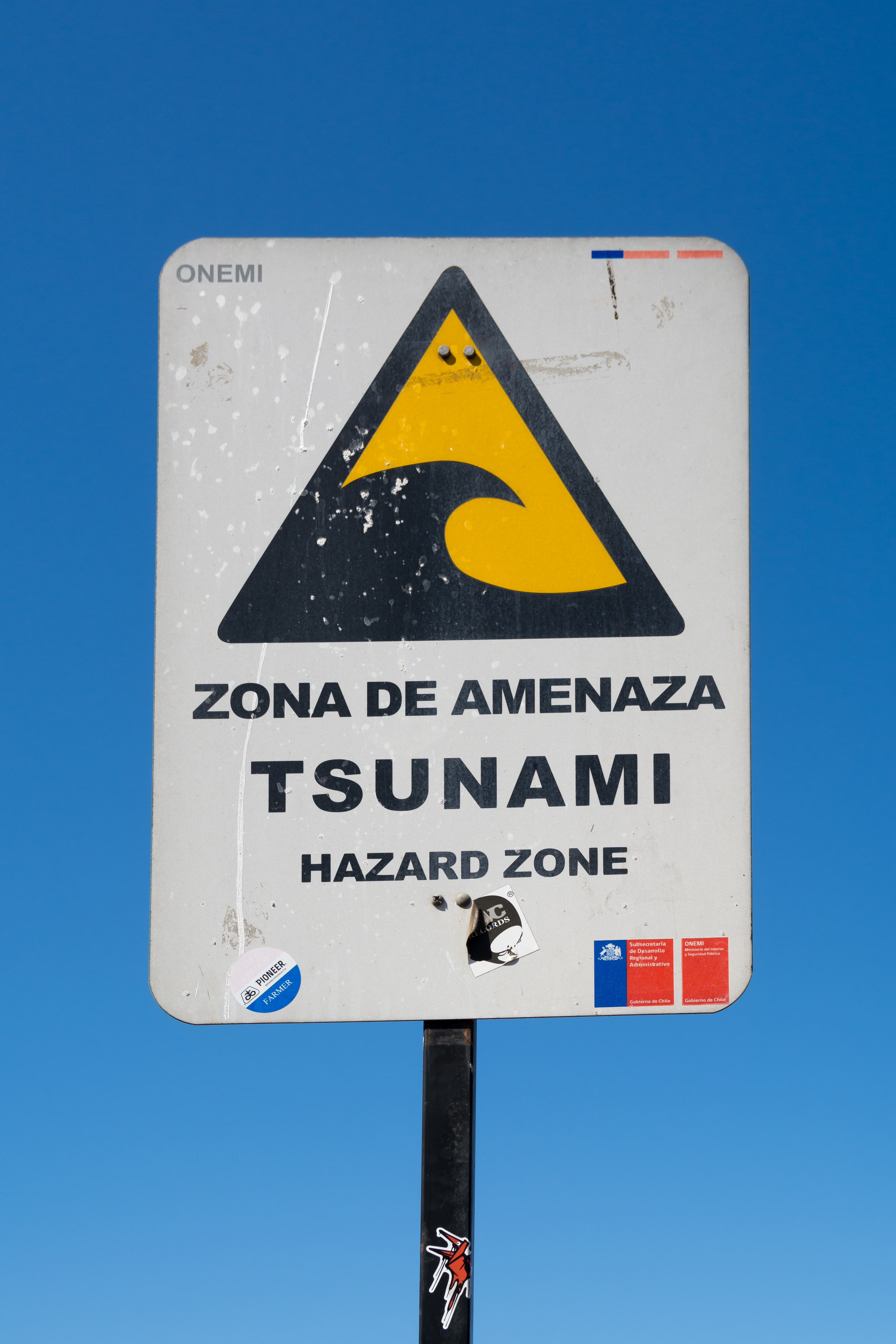
Letrero indicativo de sector con peligro de inundación

Al menos tres veces al año se deben realizar en todos los colegios de Chile, simulacros de evacuación. Son llamados Plan Integral de Evacuación y Seguridad Escolar «Francisca Cooper», también conocido como Operación Deyse. Su objetivo es una planificación eficiente y eficaz de seguridad para la comunidad escolar, adaptable a las particulares realidades de riesgos y de recursos de cada establecimiento educacional. Dicho plan acostumbra a la población a enfrentar con tranquilidad un sismo y evacuar en forma ordenada y segura. 
En cada provincia costera se organizan en forma periódica gigantescos simulacros de evacuación en caso de alerta de Tsunamis. 
Todos los años en diferentes provincias y ciudades costeras se realizan masivos simulacros de evacuación por alerta de tsunamis, donde participan bomberos, oficinas públicas y organizaciones sociales. Todos los colegios de la zona están coordinados y deben participar..
Si bien en los teléfonos celulares de todas las personas en el área se avisa de la alerta, la participación de la sociedad civil en los simulacros es optativa. Sin embargo la masividad del acto y la participación de todos los escolares, permite que muchas familias se beneficien de la información.
Tras décadas de participación en simulacros la población chilena, tiene reacciones muy calmadas frente a los sismos. Unidos a la confianza en las drásticas normas de edificación antisísmica, la gente tiende a no sobrerreaccionar. Se multiplican en las redes sociales videos que muestran la estoicidad de la población chilena frente a grandes sismos.

## En China
En China, el uso de un software de simulacro de evacuación y de modelos matemáticos ha contribuido a la creación posterior de bases de datos de comportamientos de emergencia de las personas en el interior de los inmuebles durante los terremotos. Ello permite saber más, por ejemplo, acerca de la interacción ser humano-medio ambiente. Es posible analizar, así, los tiempos de respuesta, la velocidad de evacuación, la elección de las mejores rutas de emergencia y el diseño de las aulas para las situaciones de emergencia.

## En México

### Simulacro del 19 de septiembre de sismo en la Ciudad de México
En la Ciudad de México, la Secretaría de Protección Civil del gobierno de la ciudad anunció, durante el mes de septiembre del 2018, que se llevaría a cabo un simulacro de sismo a partir de las 13:16:40 horas (hora local) del miércoles, 19 de septiembre del 2018, a fin de "reforzar y mejorar los protocolos de actuación".

#### Procedimiento
El procedimiento a seguir en el simulacro de sismo en la Ciudad de México el 19 de septiembre del 2018 incluyó los pasos siguientes:
- registro del inmueble en la página web de la Secretaría de Protección Civil del gobierno de la ciudad;
- reunión previa con el Comité Interno de Protección Civil: informar en qué consiste el simulacro y el ejercicio a realizar, verificar rutas de evacuación y puntos de reunión, participación de brigadistas, cumplimiento del Programa Interno de Protección Civil y con el Plan Familiar de Protección Civil;
- llevar a cabo el ejercicio de simulacro a la hora acordada;

- activación del alertamiento por parte del Sistema de Alerta Sísmica;
- realización del repliegue;
- repliegue de la planta baja y de los pisos superiores de cada inmueble, en las zonas de menor riesgo, hasta el final del movimiento telúrico y hasta la evacuación de las personas participantes hasta los puntos de reunión;
- censo o conteo de las personas y brigadistas participantes;
- activación del personal de la brigada: revisión de los inmuebles, para verificar la posibilidad de reingreso;

- orden de reingreso al inmueble: reunión de evaluación del ejercicio de simulacro con brigadistas y coordinadores;
- transcripción del reporte del inmueble participante, en la página web de la Secretaría de Protección Civil.[6]

### Sistema de Alerta Sísmica Mexicano
La alerta sísmica sirve para persuadir a cada persona y que tenga tiempo para suspender las actividades de riesgo e iniciar los procedimientos y medidas de seguridad necesarios: cerrar llaves y válvulas, abrir puertas de emergencia y concentrarse en lugares que, según se determinó previamente, son de menor riesgo.
Los sensores sísmicos se utilizan para calcular parámetros para el pronóstico de un sismo ficticio fuerte (datos del sismo del simulacro del 19 de septiembre del 2018: magnitud: 7.2, epicentro: 18.20 latitud norte, -98.048 longitud oeste, localización: 35 km al oriente de Acatlán de Osorio, Puebla, y a 189 km de la Ciudad de México, profundidad: 55 km), que se envían luego por radio a sistemas de cómputo ubicados en la ciudad que debe ser alertada. Esto permite la emisión automática de servicios de alerta a través de ondas de radio que, por ser más rápidas que las ondas sísmicas (aproximadamente, 50 segundos antes de que se perciba el temblor), anticipan los efectos del sismo. La mayoría de las entidades y dependencias universitarias (Universidad Nacional Autónoma de México) que se hallan en lugares que tienen mayor incidencia sísmica cuentan con un radioreceptor de alerta sísmica (Sistema de Alerta Sísmica Mexicano, SASMEX).

### Inconformidades
En el simulacro del 19 de septiembre del 2018, organizaciones de damnificados de varias de las zonas afectadas en la Ciudad de México (principalmente, Damnificados Unidos y los damnificados del Multifamiliar Tlalpan) manifestaron (con su puño en alto y al grito de "Este simulacro no nos representa" durante el sonido de la alerta sísmica, en señal de protesta; después, con aplausos a quienes perdieron la vida en el terremoto y cantando, al final, el Himno Nacional Mexicano) su inconformidad en contra del gobierno capitalino, debido a la falta de respuesta de éste a las demandas de la ciudadanía y al hecho de que la alerta sísmica resultó inadecuada el día del terremoto.
Suspensión del simulacro del 2020
El 19 de septiembre del 2020 se planeaba realizar un macrosimulacro, pero a causa de la Pandemia de COVID-19 en México se suspendió con el fin de evitar contagios y aglomeraciones en el simulacro.